# كين سميث (شاعر)
كين سميث (بالإنجليزية: Ken Smith)‏ هو شاعر أمريكي، ولد في 4 ديسمبر 1938، وتوفي في 27 يونيو 2003.

## وصلات خارجية
- كين سميث على موقع ديسكوغز (الإنجليزية)